# Edgard Pierman
Edgard Juste Louis Clément Pierman (Hannuit, 6 juni 1848 – Lens, 18 september 1928) was een Belgisch volksvertegenwoordiger en burgemeester.

## Levensloop
Edgard Pierman was een zoon van de ontvanger van de registratie Victor Pierman en van Elise Lebrun. Hij bleef vrijgezel.
Hij promoveerde tot doctor in de rechten (1869) en kandidaat-notaris (1871) aan de Katholieke Universiteit Leuven. Hij werd notaris in Lens en bleef dit tot aan zijn dood.
Hij werd gemeenteraadslid van Lens in 1880, schepen (1882-1883), burgemeester (1884-1896), schepen (1897-1903) en burgemeester (1904-1921).
Hij was ook provincieraadslid van 1882 tot 1892 en van 1900 tot 1908.
In 1892 werd hij verkozen tot liberaal volksvertegenwoordiger voor het arrondissement Bergen en vervulde dit mandaat tot in oktober 1894.